# Manivanh Inthilath
Manivanh Inthilath (ur. 4 marca 1986) – laotańska zapaśniczka walcząca w stylu wolnym. Brązowa medalistka igrzysk Azji Południowo-Wschodniej w 2019 roku.